# سفر پیاپی از منزل به محل کار

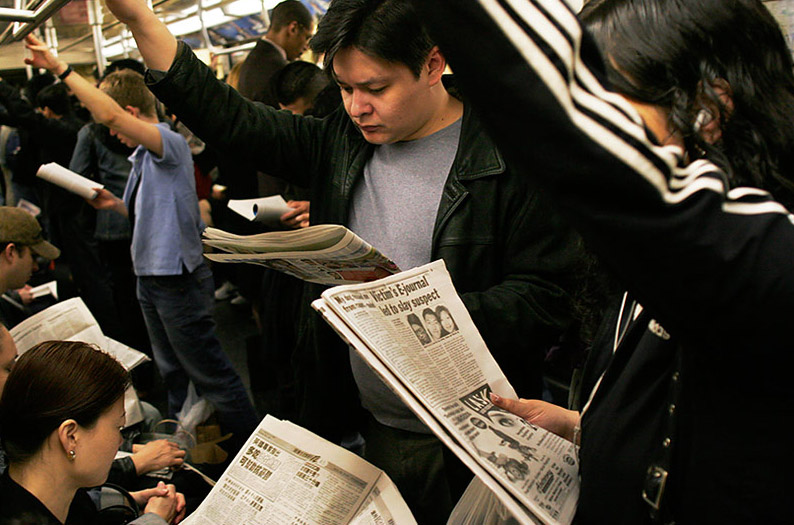
مسافران همیشگی در متروی نیویورک سیتی

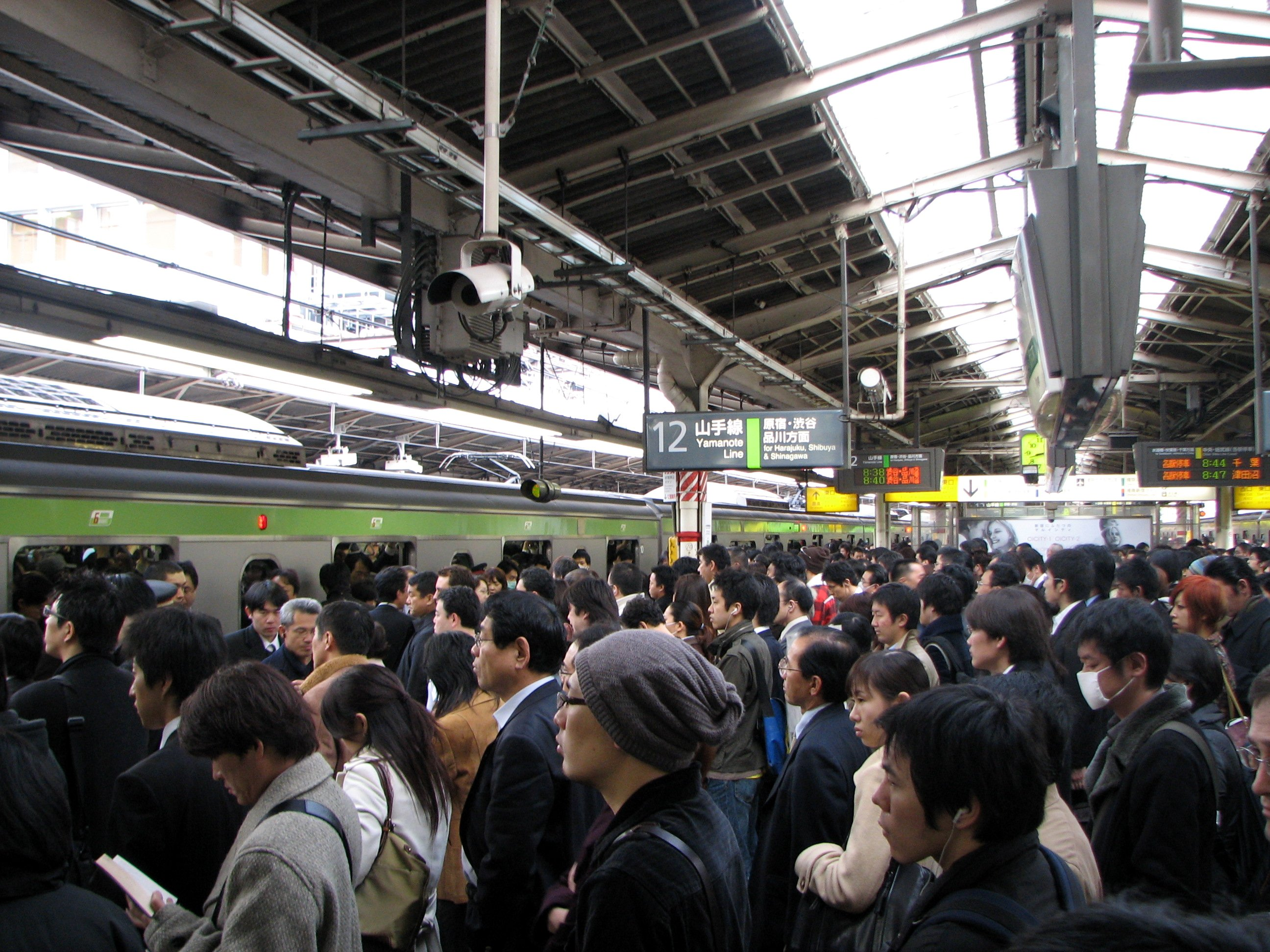
ساعت شلوغی در ایستگاه شینجوکو، توکیو

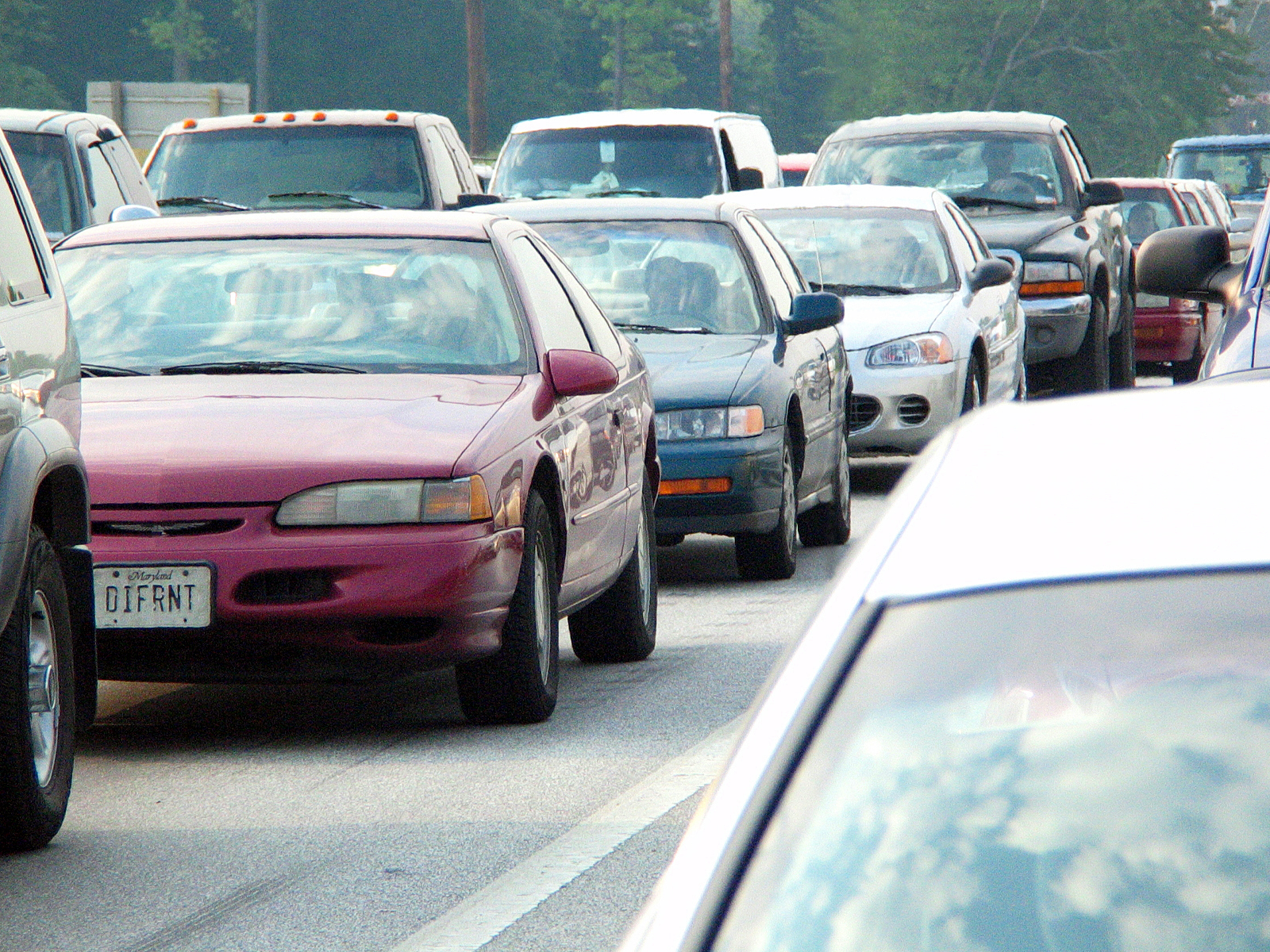
سفر پیاپی در بالتیمور، مریلند

سفر پیاپی از منزل به محل کار به سفری که بین یکی از محل‌های اقامت، کار یا تحصیل انجام و منجر به خروج فرد از محدوده مسکونی خود شود، گفته می‌شود. این سفر اغلب به طور منظم تکرار می‌شود و ممکن است در بازه‌های زمانی روزانه، هفتگی یا ماهانه انجام شود.

## تاریخچه
این اصطلاح در آغاز به سفر از طریق راه آهن در شهرستان‌های آمریکا مانند نیویورک، فیلادلفیا، بوستون و شیکاگو در دهه ۱۸۴۰ میلادی گفته می‌شد. پس آن راه آهن حومه به مسافران یک تخفیف کرایه ارائه کرد. بلیط تخفیف معمولاً اجازه می‌داد که مسافران سفر خود را در مسیرهایی که اغلب از آن استفاده می‌کردند تکرار کنند.
پیش از سده نوزدهم میلادی، بسیاری از کارگران در فاصله کمتر از یک ساعت پیاده‌روی از محل کار خود زندگی می‌کردند. امروزه، بسیاری از مردم با پیمودن یک مسیر طولانی به شهرهای بزرگ از شهرستان‌ها و روستاهای خود، به ویژه در جوامع صنعتی کارهای روزانه خود را انجام می‌دهند. بسته به عواملی مانند هزینه‌های بالای مسکن در مراکز شهرستان‌ها، نبود حمل و نقل عمومی، و تراکم ترافیک، بسیاری از مردم، توانایی زندگی در نزدیکی محل کار خود ندارند.

## تفاوت‌های جنسیتی
بر اساس یک مطالعه در بریتانیا در سال ۲۰۰۹، زنان چهار برابر مردان از استرس روانی ناشی از رفت‌وآمد محل کار خود رنج می‌برند.

## آموزش و پرورش
نهادهایی در ایالات متحده وجود دارند که جمعیت مسکن دانشجویی کم‌درآمد نامیده می‌شود و خوابگاه‌هایی را در اختیار دانشجویان و دانش‌آموزان قرار می‌دهند.